# Friedrich Straumer
Friedrich Straumer (* 7. Juni 1840 in Buchholz; † 12. Dezember 1900 in Chemnitz) war ein deutscher Pädagoge, Heimatschriftsteller und konservativer Politiker.

## Leben und Wirken
Der Sohn des Weißgerbers Friedrich Immanuel Straumer (1812–1855), der ab 1841 Pächter des Gasthofs „Zum weißen Roß“ in Stollberg war, und dessen Ehefrau Agnes Straumer geborene Klotz besuchte bis 1854 die Volksschule in Stollberg. Da er eine Freistelle vom Stollberger Stadtrat erhielt, konnte er anschließend die Fürstenschule Grimma besuchen. 1859/60 schloss er seine Schulbildung mit dem Abitur am Zwickauer Gymnasium ab. Von 1860 bis 1863 studierte er an der Universität Leipzig klassische Philologie und promovierte zum Dr. phil.
Nachdem Friedrich Straumer 1864 als provisorischer Oberlehrer an der Progymnasial- und Realschulanstalt in Annaberg, ab 1866 als Oberlehrer am Gymnasium in Freiberg und ab 1868 als Oberlehrer am neu gegründeten Chemnitzer Gymnasium tätig war, wurde er 1876 zum Professor ernannt. 1883 wurde er zum Konrektor befördert. Er war langjähriger Leiter des Deutschen Sprachvereins. Der Architekt Heinrich Straumer (1876–1937) war ein Sohn von ihm. Ein weiterer Sohn wurde Chemiker und promovierte 1912.
Straumer war einer der führenden Konservativen im Königreich Sachsen. 1875 gehörte er zu den Mitbegründern des Konservativen Landesvereins und engagierte sich in diesem als Vorstandsmitglied. 1879 bis 1881 war er Stadtverordneter in Chemnitz, 1876 und 1881 war er zudem Synodaler. Ab 1883 vertrat er den 36. ländlichen Wahlkreis (Stollberg) in der II. Kammer des Sächsischen Landtags. Krankheitsbedingt musste er dieses Mandat 1887 niederlegen. 1889 wurde er in den Ruhestand versetzt. 
Neben konservativen Flugschriften veröffentlichte Straumer mehrere heimatkundliche Werke, u. a. das zweibändige Allerlei aus dem Erzgebirge sowie Paul Flemings Leben und orientalische Reise. Weiterhin regte er den Bau des Paul-Fleming-Denkmals in Hartenstein an.

## Schriften
- Beiträge zur Geschichte der Schulcomödie in Deutschland. 5 Bände, 1868.
- Der Prinzenraub und die durch denselben denkwürdig gewordenen Stätten. Ein Bild aus Sachsens Vergangenheit und Gegenwart. Dresden o. J. (1879).
- Paul Flemings Leben und orientalische Reise. Leipzig 1892.
- Allerlei aus dem Erzgebirge in Bildern und Geschichten. (2 Bände). Annaberg 1892 und 1895.
- Die Fabrik- und Handelsstadt Chemnitz. Ein Städtebild. Chemnitz 1893.